# Reguechicken
Reguechicken es una película de animación colombiana de 2015 dirigida y escrita por Dago García.

## Sinopsis
Regue Chicken es la historia de dos adolescentes, una gallina (Violeta) y un joven (Gabriel) gallo. Ella está loca por el reguetón y él es hijo del campeón de peleas de gallo. Vivirán una gran aventura mediante la cual aprenderán a aceptarse a sí mismos y recibirán una gran lección sobre la no violencia.

## Reparto
- Michelle Gutiérrez es Violeta Herrera
- Sebastián Saldarriaga es Gabriel Dangond
- Flor Marina López es la maestra
- Andrés Palacio es Quique
- Juliana Sánchez es Rosita